# Westside Connection
Westside Connection – grupa muzyczna wykonująca gatunek z pogranicza West Coast hip-hopu oraz gangsta rapu z Los Angeles. W jej skład wchodzili Ice Cube, WC i Mack 10.

## Historia
Pierwszym albumem Westside Connection była płyta Bow Down wydana w 1996 roku, jedynym znanym szerszej publiczności członkiem grupy był wtedy Ice Cube. Krążek odniósł sukces, debiutując na drugim miejscu listy Billboard 200, później zdobywając status platynowej płyty. Po debiucie członkowie grupy poświęcili się solowym karierom. Dopiero w 2003 roku ukazał się kolejny projekt zespołu, płyta Terrorist Threats, jej sukces komercyjny był mniejszy, zdobyła status złotej płyty. W 2005 roku między Mack 10’em a Ice Cube’m pojawił się spór (Mack 10 odmówił wyjazdu w trasę koncertową) w wyniku którego Mack 10 opuścił grupę.

## Dyskografia
- Bow Down (1996)
- Terrorist Threats (2003)

### Kompilacje
- The Best Of: The Gangsta/The Killa/The Dope Dealer (2007)